# Sinclética
Sinclética de Alejandría nació en Alejandría en el siglo IV. Anacoreta y virgen cristiana, vivió en el desierto sin ocultar su identidad femenina. Fue una de las Madres del desierto y, según las fuentes de la literatura egipcia, escribió los Арорhthеgmаtа Маtrum. 

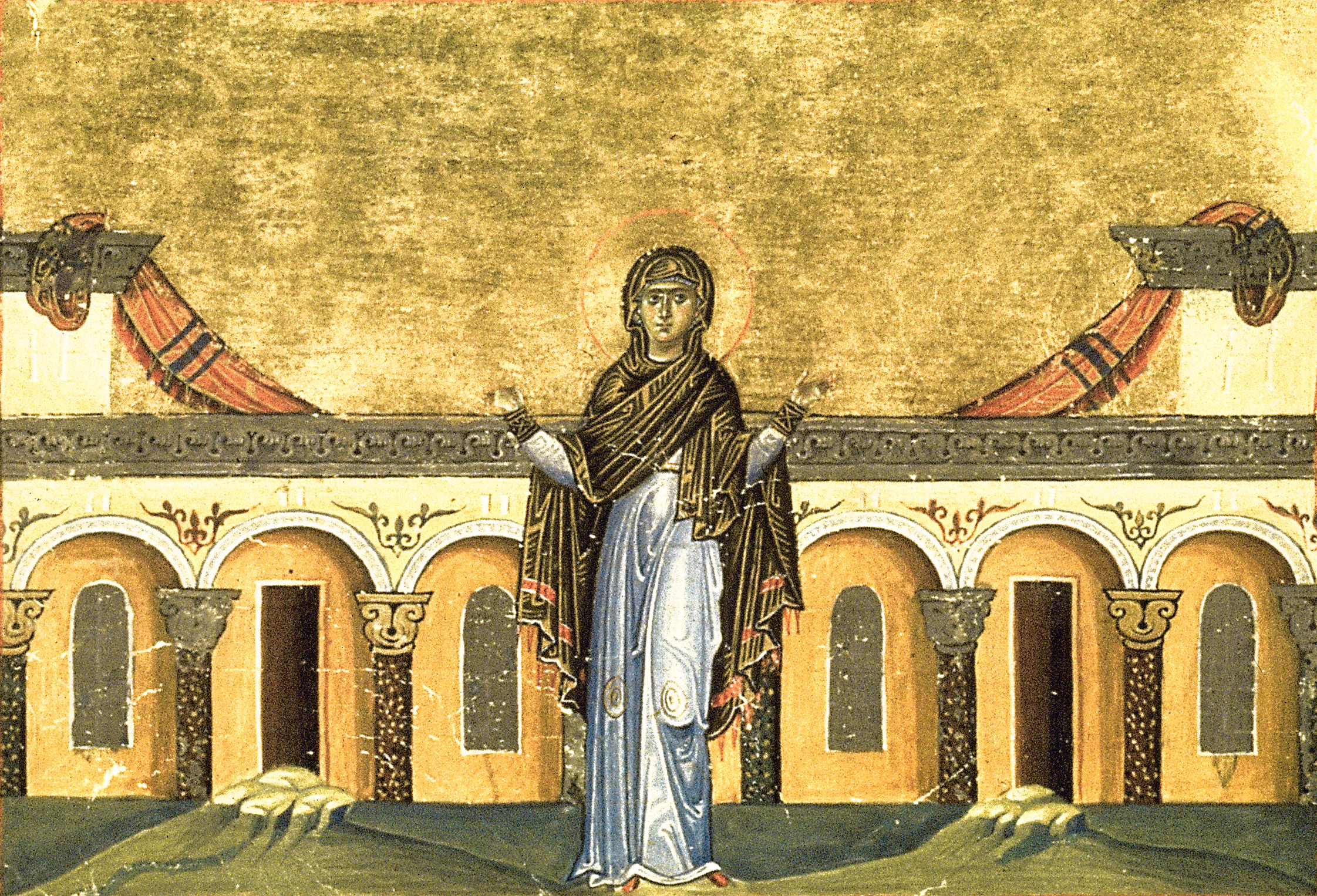
Miniatura de Sinclética de Alejandría en el Menologio de Basilio II. Constantinopla (985).

## Biografía

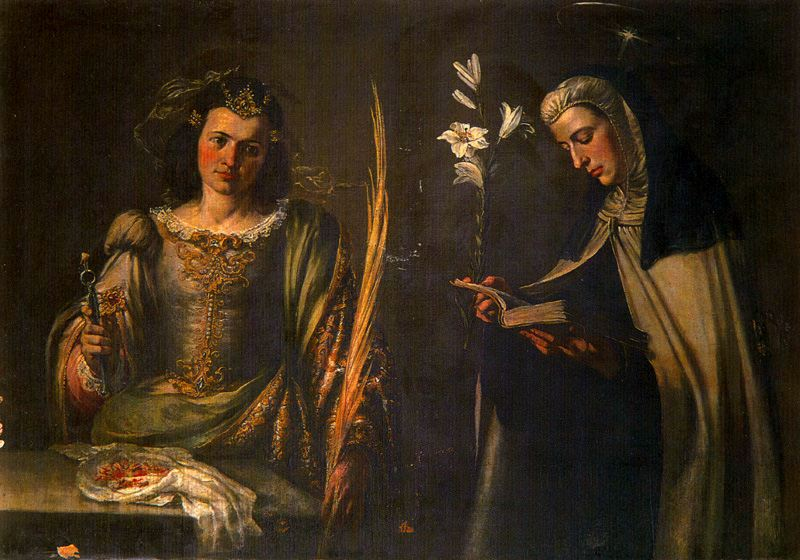
Santa Apolonia y Santa Sincletes (c. 1655) de Juan de Valdés Leal. Iglesia de Nuestra Señora del Carmen (Córdoba).

Sinclética nació en el seno de una familia noble y rica que podría haber sido propietaria de un negocio de navegación y parte de la clase dirigente grecorromana. Tenía una hermana ciega y dos hermanos que murieron prematuramente. Según la tradición, era muy hermosa y desde muy joven quiso consagrarse a Dios, por lo que se negó a casarse. Tras la muerte de sus padres, se cortó el pelo como símbolo de su reconocimiento de que era una persona nueva, entregó su herencia a los pobres y se retiró a vivir como ermitaña en una cripta o tumba a las afueras de la ciudad con su hermana.
Al extenderse su fama de asceta, otras mujeres fueron a vivir con ella, siguiendo su ejemplo. A los 80 años enfermó de cáncer y tisis, que soportó cristianamente, y se le reveló en una visión cuándo moriría. Esto ocurrió alrededor del año 350.
Se atribuye una Vida de Santa Sinclética a Atanasio de Alejandría.

## Арорhthеgmаtа Маtrum
«Un tesoro sólo está seguro cuando está escondido; descubrirlo equivale a exponerlo a la codicia del primero que venga y a perderlo; igualmente, la virtud sólo está segura cuando permanece secreta, y quien la ostenta la verá disiparse como el humo».